# Michał Landy

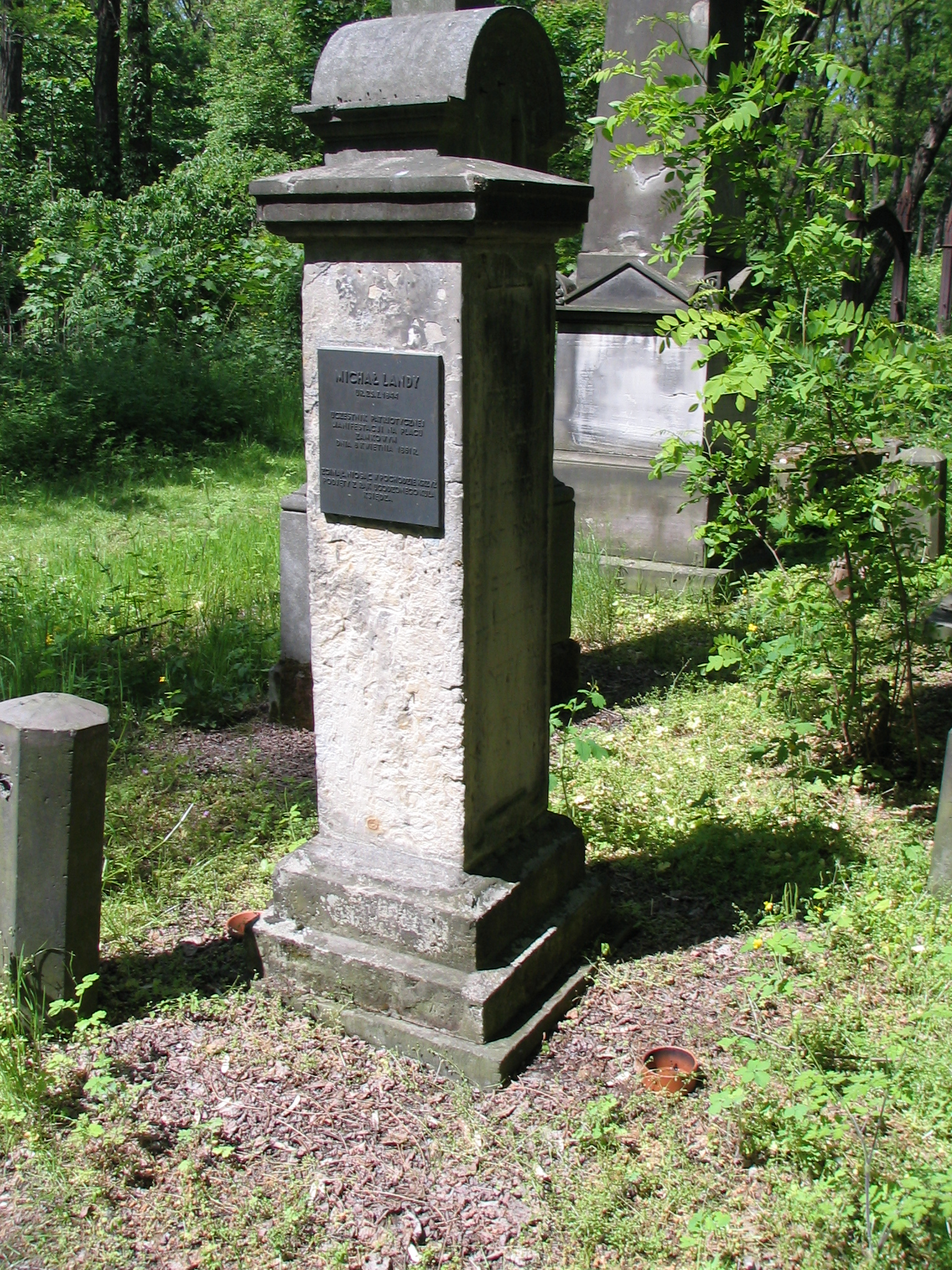
Grób Michała Landego na cmentarzu żydowskim w Warszawie

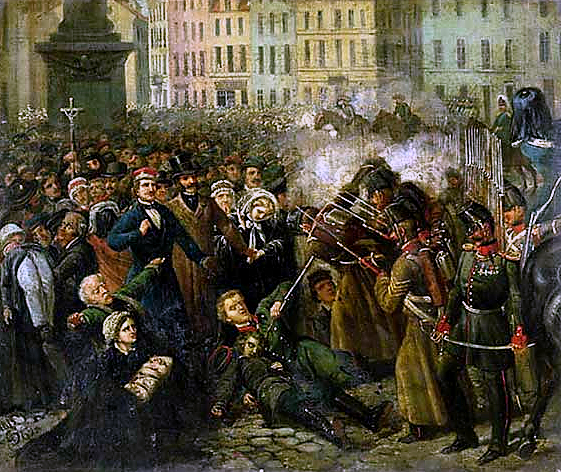
Michał Landy pada od kul wojska rosyjskiego na Placu Zamkowym w Warszawie w czasie masakry 8 kwietnia 1861 roku

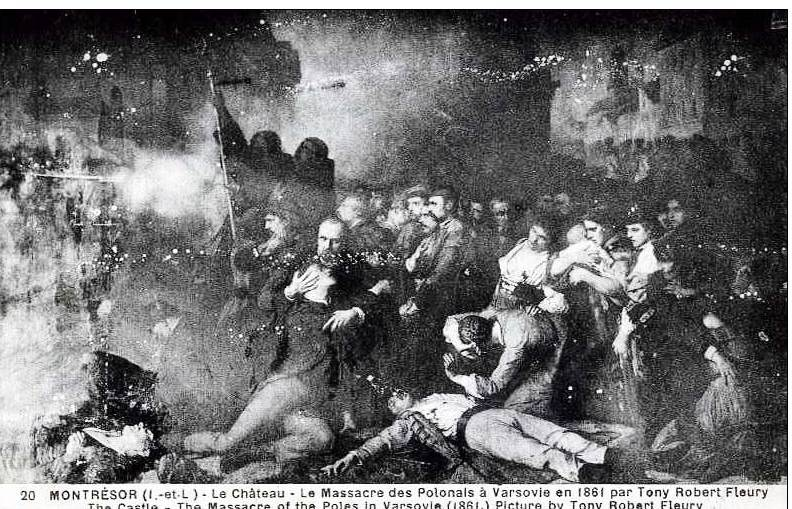
Obraz Tonego Robert-Fleurego przedstawiający śmierć Michała Landego

Michał Landy (ur. 25 stycznia 1844 w Warszawie, zm. 8 kwietnia 1861 tamże) – uczeń polski narodowości żydowskiej, uczestnik manifestacji patriotycznej 8 kwietnia 1861 na placu Zamkowym w Warszawie.

## Życiorys
Był synem kupca drzewnego Chaima (Hajmana; zm. 1870) i Sary (Salomei) z domu Biro (zm. 1904). Uczęszczał do szkoły elementarnej, następnie do Szkoły Rabinów. W 1858 rozpoczął naukę w Gimnazjum Realnym w Warszawie. Interesował się szczególnie historią Polski i dziejami jej upadku.
8 kwietnia 1861 roku wziął udział w manifestacyjnym pogrzebie sybiraka Ksawerego Stobnickiego i uroczystym zbrataniu się Polaków i Żydów przy grobie Antoniego Eisenbauma (dawnego dyrektora Warszawskiej Szkoły Rabinów). Na placu Zamkowym manifestacja została zaatakowana przez wojsko. Landy znajdował się w czołówce procesji i został trafiony kulą w chwili, kiedy niósł krzyż podjęty przez niego z rąk zranionego innego uczestnika demonstracji, zakonnika. Ciężko ranny, został złożony początkowo w aptece Steinerta (tłum nie pozwolił zabrać go wojsku na Zamek), a następnie przewieziony przez ojca do szpitala św. Rocha. Zmarł następnego dnia, a zwłoki władze zabrały do Cytadeli. Ojciec uzyskał zgodę na wydanie ciała syna i jego pogrzeb na cmentarzu żydowskim przy ulicy Okopowej (kwatera 20, rząd 11). Uroczystość odbyła się w nocy z dnia 10 na 11 kwietnia w asyście policji zapobiegającej udziałowi osób innych niż kilkunastu najbliższych krewnych i przyjaciół.
Śmierć Michała Landego została upamiętniona w rozważaniach poetów – Żydowie polscy Norwida, Hasło polskie Karola Balińskiego, Dwa Izraele (autor nieznany, wiersz ukazał się w zbiorze Pamiątki z r. 1863, 1869), a także obrazach A. Szyka i T. R. Fleury'ego (Dzień 8 kwietnia, 1866).
Brat zmarłego, Szoel, organizował manifestacje patriotyczne w Kownie, za co został w czerwcu 1861 wydalony do Warszawy. Drugi brat, Aleksander, walczył w powstaniu styczniowym w oddziale generała Józefa Wysockiego (pod pseud. Niedzielski), był ranny pod Radziwiłłowem (2 lipca 1863); dalsze jego losy są nieznane. Bratem stryjecznym Michała był Stanisław Landy (1855–1915), działacz socjalistyczny, redaktor (syn Stanisława Aleksander, 1881–1969, był działaczem społecznym i lekarzem pediatrą). Inny członek rodziny Adam (1891–1937, bratanek Stanisława), działacz socjalistyczny i komunistyczny, publicysta, padł ofiarą „wielkiego terroru” w ZSRR.
Był krewnym franciszkanki s. Teresy Landy (właśc. Zofii Landy).